# Team SoloMid
Team SoloMid (TSM) es un equipo de deportes electrónicos. Fue fundado en septiembre de 2009 por Andy "Reginald" Dinh. TSM actualmente tiene jugadores de League of Legends, Hearthstone, Super Smash Bros., PlayerUnknown's Battlegrounds, Fortnite, Apex Legends, Rainbow Six: Siege, Vainglory , Dota 2 y Counter-Strike 2.
TSM es conocido principalmente por League of Legends, siendo el equipo con más campeonatos de la North American League of Legends Championship Series (LCS), 6 en total.

## Jugadores actuales

### Rainbow Six: Siege
| ID         | Nombre               | Función              | Fecha                   |
| ---------- | -------------------- | -------------------- | ----------------------- |
| Achieved   | Matthew Solomon      | Jugador              | 16 de junio de 2019     |
| Beaulo     | Jason Doty           | Jugador              | 16 de junio de 2019     |
| Merc       | Bryan Wrzek          | Jugador              | 16 de junio de 2019     |
| Chala      | Brady Davenport      | Jugador              | 3 de junio de 2020      |
| Geometrics | Emilio Leynez Cuevas | Jugador              | 25 de noviembre de 2019 |
| Pojoman    | Owen Mitura          | Jugador / Entrenador | 16 de junio de 2019     |

### Hearthstone
| ID          | Nombre           | Fecha               |
| ----------- | ---------------- | ------------------- |
| Kripparrian | Octavian Morosan | 19 de enero de 2015 |

### League of Legends[1]
| ID            | Nombre               | Posición        | Fecha                   |
| ------------- | -------------------- | --------------- | ----------------------- |
| Huni          | Heo Seugn-Hoon       | Carril Superior | 30 de noviembre de 2020 |
| Spica         | Mingyi Lu            | Junglero        | 20 de abril de 2019     |
| Power of Evil | Tristan Schrage      | Carril Central  | 21 de noviembre de 2020 |
| Lost          | Lawrence Sze Yuy Hui | Carril Inferior | 3 de diciembre de 2019  |
| SwordArt      | Hu Shuo-Chieh        | Soporte         | 26 de noviembre de 2020 |

### Player Unknown´s  Battlegrounds
| ID        | Nombre           | Fecha      |
| --------- | ---------------- | ---------- |
| SmaK      | Austin Haggett   | 2017-05-09 |
| BreaK     | Gary Marshall    | 2017-06-28 |
| chocoTaco | Jake Throop      | 2018-03-21 |
| rawryy    | Rory Logue       | 2018-02-13 |
| Viss      | Colton Visser    | 2017-05-08 |
| Halifax   | Corey Mitton     | 2018-05-24 |
| vsnz      | Sean Garcia      | 2018-05-24 |
| SOLIDFPS  | Alexandru Cotiga | 2018-05-24 |

### Super Smash Bros.
| ID     | Nombre          | Fecha               |
| ------ | --------------- | ------------------- |
| Leffen | William Hjelte  | 10 de abril de 2015 |
| Zero   | Gonzalo Barrios | 1 de agosto de 2015 |
| Tweek  | Gavin Dempsey   | 24 de enero de 2019 |

### Vainglory
- Josh "Hami" Wirtz
- Jorge "GiorgioLopez" Lopez
- Jamie "CozZ" Segerman
- Raul "Echa" Montano
- Aaron "ShadedTalent" Sampson
- Charlie "Tiv0" Segerman

### Ajedrez
- Hikaru Nakamura

### Dota 2
| timado      | Enzo Gianoli        | 1 | 2022-01-25 [1] |
| Bryle       | Jonathan De Guía    | 2 | 2022-01-25 [1] |
| SaberLight- | Jonás Volek         | 3 | 2022-01-25 [1] |
| LunaMeandro | David Tan Boon Yang | 4 | 2022-01-25 [1] |
| DuBu        | DooYoung Kim        | 5 | 2022-01-25 [1] |

### Counter-Strike 2[12]
| ID     | Nombre              | Posición            | Fecha                    |
| ------ | ------------------- | ------------------- | ------------------------ |
| valde  | Valdemar Vangså     | IGL(In Game Leader) | 29 de agosto de 2023     |
| Zyphon | Rasmus Nordfoss     | Rifle               | 1 de febrero de 2024     |
| acoR   | Frederik Gyldstrand | AWP(francotirador)  | 1 de julio de 2024       |
| sirah  | William Kjærsgaard  | Rifle               | 14 de septiembre de 2024 |
| niko   | Nikolaj Kristensen  | Rifle               | 1 de julio de 2024       |
| Rejin  | Allan Petersen      | Entrenador          | 3 de enero de 2024       |